# Cairn von Gask

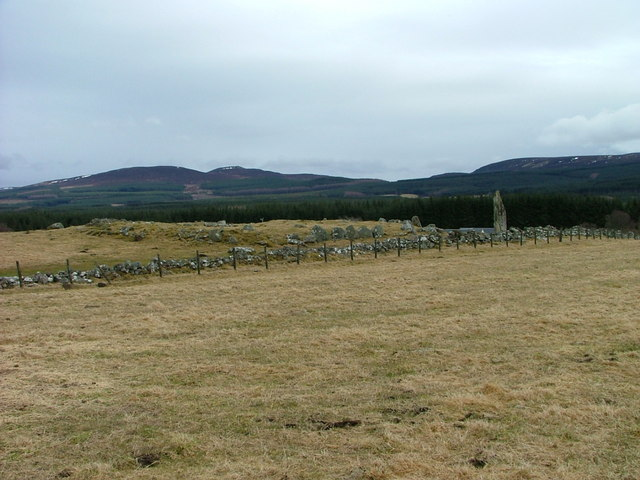
Gask Cairn und Menhir

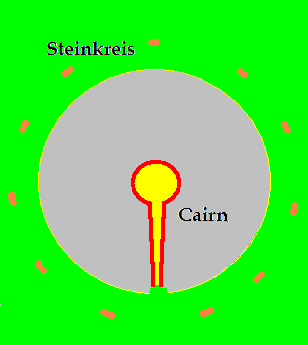
Schema eines Clava Cairns

Der Cairn von Gask ist eine Megalithanlage vom Typ Clava Cairn. Er liegt sieben Kilometer südlich von Inverness in der Council Area Highland in Schottland, östlich der B 861 nahe ihrer Einmündung in die B 851, 300 m südlich der „Mains of Gask-Farm“.

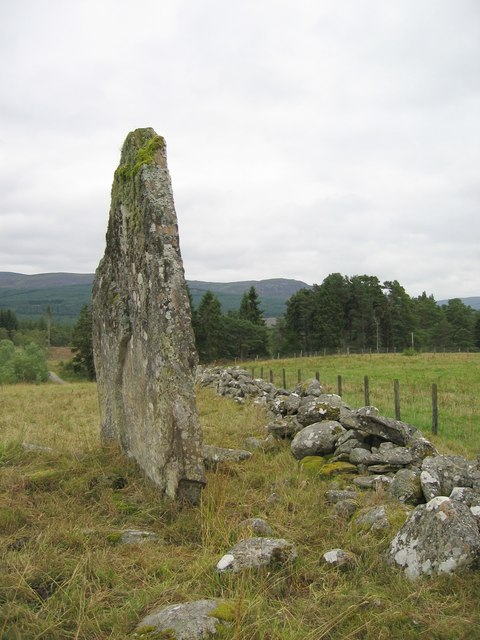
Gask Menhir

Clava Cairns (oder Ring Cairns) wurden in der Endphase des Neolithikums primär in Inverness-shire errichtet. Sie bestehen aus einem inneren und einem äußeren Ring eng gesetzter Randsteine, zwischen denen der bis zu 1,2 m hohe Steinhügel aus handlichen (etwa kopfgroßen) Steinformaten aufgehäuft ist. Der zentrale gepflasterte Bereich ist bei einigen Exemplaren über einen gedeckten Gang zugänglich. Um die Cairns liegt im Originalzustand konzentrisch ein Steinkreis aus weit gesetzten Menhiren.
Der Ring Cairn von Gask hat etwa 27 m Durchmesser und ist der größte in der Gruppe der Clava Cairns. Er ist in einem guten Zustand. Der Steinhügel wird noch durch den äußeren Steinkreis gefasst, dessen Menhire sich meist noch in situ befinden. Wie üblich bei den Cairns der Clava Gruppe befinden sich die größten Randsteine im Südwesten. Der größte ist etwa 1,4 m hoch. Vom inneren Ring sind dagegen nur einige Steine erkennbar, da der Cairnmaterial in den Innenkreis gerutscht ist.
Der Steinhügel wird von dem Rest seines Steinkreises umgeben, von dem nur drei Steine erhalten sind. Mindestens fünf weitere fehlen. Ein in die Nähe der Nordseite des Cairns verschleppter Stein trägt drei Schälchen. 
Markantester Teil der Anlage ist ein großer Plattenmenhir im Südwesten des Steinkreises. Er ist etwa 3,4 m hoch 3,0 m breit, aber nur 22 cm dick.
In der Nähe liegt das Kammergrab in der Tomfat Plantation.